# Filmation

Das fünfte und letzte Logo von Filmation von 1983 bis 1989. Die kursive Version des Wortes „Presents“ wurde 1986 darunter hinzugefügt.

Filmation Associates (kurz Filmation) war ein US-amerikanisches Trickfilmstudio, das 1962 in Reseda, Los Angeles im US-Bundesstaat Kalifornien von Lou Scheimer, Hal Sutherland und Norman Prescott gegründet wurde. Die Animationsserien von Filmation waren in den 1960er und 1970er Jahren in den USA prägend im Kinder-Fernsehprogramm am Samstagvormittag. Zu Beginn der 1970er-Jahre setzte es neuartige und preisgünstige Produktionsverfahren ein und produzierte damit viele Fernseh-Zeichentrickserien.
Zu diesen Techniken gehörten unter anderem das Rotoskopieren und Methoden der Limited Animation, wie eine große Cel-Bibliothek von immer wieder benutzten Standardanimationen für jede Figur.

## Filmografie

### Zeichentrickfilme
- 1969: Archie and His New Pals
- 1971: Aesop's Fables
- 1973: Piraten vor der Schatzinsel (Treasure Island)
- 1974: Oliver Twist
- 1974: Journey Back to Oz
- 1980: A Snow White Christmas
- 1982: Flash Gordon: The Greatest Adventure of All
- 1982: Mighty Mouse in the Great Space Chase
- 1985: He-Man und She-Ra: Weihnachten auf Eternia (He-Man: A Christmas Special)
- 1985: Das Geheimnis des Zauberschwertes (The Secret of the Sword)
- 1986: Skeletor's Revenge
- 1987: Pinocchio and the Emperor of the Night
- 1988: BraveStarr: The Legend
- 1993: Happily Ever After

### Serien
- 1963: Rod Rocket
- 1966: Ein Job für Superman
- 1967: The Superman/Aquaman Hour of Adventure
- 1967: Journey to the Center of the Earth
- 1968: Aquaman – Herrscher über die sieben Weltmeere
- 1968: The Batman/Superman Hour
- 1968: The Archie Show
- 1968: Die phantastische Reise
- 1969: The Hardy Boys
- 1969: The Archie Comedy Hour
- 1970: Will the Real Jerry Lewis Please Sit Down
- 1970: Sabrina and the Groovie Goolies
- 1970: Archie's Fun House
- 1971: Sabrina, the Teenage Witch
- 1971: Archie's TV Funnies
- 1972: The Brady Kids
- 1972: The ABC Saturday Superstar Movie
- 1972: Fat Albert and the Cosby Kids
- 1973: Lassie's Rescue Rangers
- 1973: Die Enterprise (Star Trek)
- 1973: Mission: Magic
- 1973: My Favorite Martians
- 1974: The US of Archie
- 1974: The New Adventures of Gilligan
- 1974: Shazam
- 1975: The Ghost Busters
- 1975: Wacky and Packy
- 1975: Uncle Croc's Block
- 1975: The Secret Lives of Waldo Kitty
- 1975: M-U-S-H
- 1975: Isis
- 1976: Tarzan, Lord of the Jungle
- 1976: Ark II
- 1977: The New Archie/Sabrina Hour
- 1977: Ein Fall für Batman (The New Adventures of Batman)
- 1977: Space Sentinels
- 1977: Die Weltraum-Akademie (Space Academy)
- 1977: Sabrina, Super Witch
- 1978: Jason of Star Command
- 1978: Archie's Bang-Shang Lalapalooza Show
- 1978: Tarzan and the Super 7
- 1978: Fabulous Funnies
- 1979: Sport Billy
- 1979: The New Adventures of Mighty Mouse and Heckle and Jeckle
- 1979: Flash Gordon
- 1980: The New Adventures of Tom and Jerry
- 1980: The Tarzan/Lone Ranger Adventure Hour
- 1980: Fat Albert and the Cosby Kids
- 1981: The New Adventures of Zorro
- 1981: The Kid Super Power Hour with Shazam!
- 1981: Blackstar
- 1982: Gilligan's Planet
- 1983: He-Man – Tal der Macht (He-Man and the Masters of the Universe)
- 1985: She-Ra – Prinzessin der Macht (She-Ra: Princess of Power)
- 1986: Ghostbusters
- 1987: Bravestarr

### Kurzfilme
- 1963: His Mother Marveled
- 1977: The Fat Albert Halloween Special
- 1977: The Fat Albert Christmas Special
- 1982: The Fat Albert Easter Special